# Подмазо, Александр Александрович
Алекса́ндр Алекса́ндрович Подмазо́ (род. 25 июня 1967, Москва, СССР) — российский общественный деятель, историк и коллекционер, радиоинженер. Советник Управления по сохранению культурных ценностей Росохранкультуры (ответственный секретарь Общественного совета), научный сотрудник Центрального музея Вооружённых Сил Российской Федерации (2013), исполнительный директор Московского отделения Российского военно-исторического общества (2014), старший научный сотрудник музея-панорамы «Бородинская битва» (2015).
Также является членом Комитета по русской иконографии (2012) и Совета Фонда поддержки российского флота (2017).

## Биография
Выпускник Московского технического университета связи и информатики.
В 1981 году, в свободное от основной работы время, Подмазо стал усердно заниматься изучением истории наполеоновских войн делая особый акцент на Отечественной войне 1812 года и событиях последовавших за ней, вплоть до Ста дней. Много внимания Подмазо было уделено биографиям военачальников противоборствующих армий, истории военных формирований Русской императорской армии и их униформе, численности, составу и т. д.
Подмазо является членом военно-исторической комиссии при Центральном совете «Всероссийского общества Охраны памятников истории и культуры» и исторического кружка «Ревнителей памяти Отечественной войны 1812 года». Выступал в качестве эксперта Федеральной службы по надзору за соблюдением законодательства в области охраны культурного наследия (в частности в вопросе о подлинности картины «Бассейн в гареме» французского художника Жана-Леона Жерома).
Будучи чрезвычайно внимателен и критичен к представленным материалам, Подмазо указал на тысячи ошибок, опечаток и неточностей в различных изданиях. Так, только в одной статье «Словаря русских генералов, участников боевых действий против армии Наполеона Бонапарта в 1812—1815 гг.» посвящённой П. И. Багратиону, он сделал 15 (и это далеко не предел) примечаний и уточнений.
Автор монографий, очерков, а также статей в различных периодических печатных изданиях России, включая научные журналы «Российская история» и «Родина».
В 1997 году при содействии московского исторического музея «Бородинская панорама» издал справочник под заглавием «Шефы и командиры регулярных полков русской армии. 1796—1815».
В 2003 году российское научное издательство «Политическая энциклопедия» (РОССПЭН) издало книгу Подмазо «Большая Европейская война 1812—1815 годов. Хроника событий».
В 2004 году увидела свет энциклопедия «Отечественная война 1812 года», одним из авторов которой был А. А. Подмазо.
Поддержал военное вторжение в Украину.
Подмазо известен также как коллекционер открыток, конвертов и значков эпохи Наполеоновских войн.

## Награды
- Благодарность Министра культуры и массовых коммуникаций Российской Федерации (19 июля 2006 года) — за большой личный вклад в возвращение картины Г. И. Семирадского «Утром на рынке» (1890-е гг.), похищенной из Таганрогского художественного музея, и древнееврейской рукописи «Последние пророки» (XIII в.), похищенной из Российской национальной библиотеки[6]
- почётная грамота Федерального архивного агентства (за возвращение похищенных архивных документов),
- медаль «90 лет уголовному розыску МВД России» (за содействие в пресечении незаконного вывоза культурных ценностей),
- благодарность руководителя Росохранкультуры (за возвращение рисунков Я. Г. Чернихова, похищенных из РГАЛИ),
- благодарность Службы иммиграционных и таможенных расследований Министерства внутренней безопасности США (за укрепление международного сотрудничества в сфере борьбы с незаконным оборотом культурных ценностей),
- медаль Преподобного Сергия Радонежского I степени (за возвращение похищенных из церквей ценностей),
- Патриаршая и Архиерейская грамоты (за возвращение похищенных из церквей ценностей),
- крест «За заслуги перед Кубанским казачеством» и почетная грамота войскового атамана (за возвращение из США реликвий Кубанского казачьего войска),
- медаль К. А. Тимирязева (за возвращение картины Н. Е. Сверчкова «Жеребец Крутой», похищенной из Музея коневодства в Москве).
- памятный подарок (набор настольных медалей) от Президента Российской Федерации,
- медаль «Патриот России»,
- почётный знак Клуба адмиралов (за организацию выставки в Северодвинске «Отечественная война 1812 года и русский флот»),
- крест «За увековечение памяти Отечественной войны 1812 года» (за подготовку ряда научных трудов об эпохе 1812 года и многолетнюю деятельность по противодействию попыткам фальсификации её истории).

## Избранная библиография
- Подмазо А. А. Шефы и командиры регулярных полков русской армии (1796—1815): Справочное пособие. — М.: Музей-панорама «Бородинская битва», 1997. — 111 с.
- Подмазо А. А. Большая европейская война 1812—1815: Хроника событий. — М.: РОССПЭН, 2003. — 365 с. — ISBN 5-8243-0354-1.
- Подмазо А. А., Мельникова Л. В., Никитин К. М. Кутузов. Спаситель России. — М.: АСТ-Пресс книга, 2012. — 32 с. — (Путеводитель по истории России; Большой исторический словарь). — ISBN 978-5-462-01201-3.
- Мельникова Л. В., Подмазо А. А. Барклай де Толли. Стратег победы. — М.: АСТ-Пресс книга, 2013. — 32 с. — (Путеводитель по истории России; Большой исторический словарь). — ISBN 978-5-462-01417-8.
- Подмазо А. А. Образы героев Отечественной войны 1812 года. Военная галерея Зимнего дворца. — М.: Русские витязи, 2013. — 863 с. — ISBN 978-5-903389-62-9.

- Подмазо А. А. Хронология событий 1812 года // Император. — М.: Рейттаръ, 2002. — № 3. — С. 34—35. — ISBN 5-8067-0033-X.
- Подмазо А. А. Мальтийский мундир в России // Воин. — Самара, 2002. — № 8. — С. 19—21.
- Подмазо А. А. К вопросу о едином главнокомандующем российскими армиями в 1812 г. // Воин. — Самара, 2002. — № 10. — С. 34—35.
- Подмазо А. А. Пехотный мундир «образца 1812 г.» // Воин. — Самара, 2002. — № 10. — С. 42—43.
- Подмазо А. А. Хронология событий 1813 года // Император. — М.: Рейттаръ, 2003. — № 5. — С. 45—48. — ISBN 5-8067-0033-X.
- Подмазо А. А. К вопросу о пехотном мундире «образца 1812 г.» // Воин. — Самара, 2003. — № 13. — С. 45—46.
- Подмазо А. А. Подробное описание сражения при Лейпциге // Воин. — Самара, 2003. — № 15. — С. 44—48.
- Подмазо А. А. Хронология событий 1814—15 гг. // Император. — М.: Рейттаръ, 2004. — № 6. — С. 6—7. — ISBN 5-8067-0033-X.
- Подмазо А. А. Обоз русской армии в 1812 г. // Воин. — Самара, 2006. — № 3. — С. 47—52.
- Аннотации к портретам из Военной галереи Зимнего дворца.
- Подмазо А. А. Великая армия в июне 1812 года.
- Подмазо А. А. Декабристы и Военная галерея.
- Подмазо А. А. Донские интриги? К вопросу об отборе казачьих генералов для Военной галереи Зимнего дворца.
- Подмазо А. А. Живописный памятник Отечественной войне 1812 года // Российская история. — 2012. — № 6. — С. 128—142.
- Подмазо А. А. Загадка из военной галереи // Родина. — 2012. — № 6. — С. 106—111.
- Подмазо А. А. К вопросу о едином главнокомандующем российскими армиями в 1812 году.
- Подмазо А. А. Каталог значков, посвящённых Отечественной войне 1812 года.
- Подмазо А. А. Краткая хронология войны 1812—1814 гг. и кампании 1815 года.
- Подмазо А. А. Кругом «плащи, да шпаги…». К вопросу об авторских повторениях генеральских портретов из Военной галереи Зимнего дворца.
- Подмазо А. А. Кругом «плащи, да шпаги…» Часть 2.
- Подмазо А. А. Недаром помнит вся Россия // Русская история. 2012. № 1. С. 28—31.
- Подмазо А. А. «Осторожно — фальшивка!» (Как полковника И. С. Кутузова произвели в генерал-майоры спустя два столетия после смерти)
- Подмазо А. А. Попался как ворона в суп // Родина. — 2013. — № 11. — С. 29—31.
- Подмазо А. А. Постатейные комментарии к «Словарю русских генералов, участников боевых действий против армии Наполеона Бонапарта в 1812—1815 гг.»// Российский архив, т. VII, М., 1996.
- Подмазо А. А. Российская армия в июне 1812 года // Родина. — 2002. — № 8. — С. 64.
- Чудинов А. В., Мари-Пьер Р., Парсамов В. С., Безотосный В. М., Искюль С. Н., Мельникова Л. В., Ивченко Л. Л., Промыслов Н. В., Подмазо А. А., Бибиков Г. Н., Белоусов С. В., Орлов А. А. «Россия против Наполеона: борьба за Европу, 1807—1814» Доминика Ливена // Российская история. — 2013. — № 6. — С. 3—51.
- Подмазо А. А. Список русских генералов, участников войны 1812—1814 гг.
- Подмазо А. А. Шефы и командиры регулярных полков русской армии. 1796—1825 гг. Дополненная и исправленная версия книги: Подмазо А. А. Шефы и командиры регулярных полков русской армии (1796—1815): Справочное пособие. М., 1997.